# Петрешть (Ілфов)
Петрешть, Петрешті (рум. Petrești) — село у повіті Ілфов в Румунії. Входить до складу комуни Корбянка.
Село розташоване на відстані 18 км на північ від Бухареста, 121 км на південь від Брашова.

## Населення
За даними перепису населення 2002 року у селі проживали 462 особи, з них 459 осіб (99,4%) румунів. Рідною мовою 460 осіб (99,6%) назвали румунську.